# Acroceras boivinii
Acroceras boivinii är en gräsart som först beskrevs av Carl Christian Mez, och fick sitt nu gällande namn av Aimée Antoinette Camus. Acroceras boivinii ingår i släktet Acroceras och familjen gräs.
Artens utbredningsområde är Madagaskar. Inga underarter finns listade i Catalogue of Life.